# Point of view (Spyro Gyra)
Point of view is het dertiende muziekalbum van Spyro Gyra. Het album is opgenomen in de geluidsstudio van Beckenstein: Beartracks Recording Studio te Suffern. Het album laat een nieuwe gitarist horen in de hoedanigheid van Jay Azzolina. Bovendien is het album uitgekomen op het speciale jazzplatenlabel GRP Records, een beslissing van MCA Records, die alle jazzalbums in hun catalogus heeft willen centreren op dat label.

## Musici
- Jay Beckenstein – saxofoons
- Tom Schuman – toetsinstrumenten
- Dave Samuels – marimba, vibrafoon, synthesizers aangestuurd door mallets
- Richie Morales – slagwerk
- Oscar Cartaya – basgitaar
- Jay Azzolina – gitaar

Met
- Julia Fernandez – gitaar op Hannibal's boogie
- Roger Squitero – percussie op Slow burn, Gotcha en Carolina.

## Muziek
| Nr. | Titel                             | Duur |
| --- | --------------------------------- | ---- |
| 1.  | Slow burn (Samuels)               | 4:07 |
| 2.  | Swing street (Beckenstein)        | 5:13 |
| 3.  | Fairweather (Schuman)             | 4:46 |
| 4.  | The unknown soldier (Beckenstein) | 5:16 |
| 5.  | Hannibal’s boogie (Beckenstein)   | 5:59 |
| 6.  | No limits (Beckenstein)           | 4:41 |
| 7.  | Carolina (Morales)                | 4:31 |
| 8.  | Riverwalk (Samuels)               | 4:28 |
| 9.  | Swamp thing (Jeremy Wall)         | 6:25 |
| 10. | Counterpoint (Wall)               | 3:54 |
| 11. | Gotcha (Cartaya)                  | 4:10 |

Gotcha wordt op de 1989-versie aangeduid als bonustrack, maar alle versies van het album bevatten deze track. De 1996-versie bevat dezelfde muziek als hierboven vermeld.